# Вача (река)
Ва́ча — река на северо-востоке Иркутской области России, левый приток Жуи (бассейн Лены). Длина — 95 км, площадь водосборного бассейна — 2200 км².
Вача протекает по золотоносной области, часть её долины носит название «Золотого Русла». Золотодобыча в системе реки Вачи началась с 1862 года и продолжается по настоящее время.
Населённые пункты: базовый посёлок прииска «Вача» в непосредственной близости от россыпи, посёлок Кропоткин в 6 км, и город Бодайбо на расстоянии 140 км.

## Притоки (км от устья)
- 5,2 км: руч. Сисинск
- 15 км: река Джегдакар
- 22 км: река Алта-Тарбак
- 40 км: руч. Атаркан-Берикан
- 46 км: река Ныгри
- 47 км: руч. Мал. Чепко
- 51 км: река Угахан
- 56 км: руч. Бол. Чепко
- 62 км: река Аунакит
- 70 км: река без названия
- 72 км: руч. Поисхоемит

## Река Вача в культуре
- Река Вача упоминается в песне Владимира Высоцкого «Про речку Вачу»[3].